# 野口鉄郎
野口 鉄郎（野口 鐡郎、のぐち てつろう、1932年（昭和7年） - 2022年（令和4年）10月23日）は、日本の中国史学者。筑波大学・桜美林大学名誉教授。

## 略歴
東京生まれ。東京教育大学大学院文学研究科博士課程単位取得。横浜国立大学助教授、筑波大学教授、1995年定年退官、名誉教授、桜美林大学教授、2002年定年、名誉教授。1984年「明代白蓮教史の研究」で筑波大学文学博士。

## 著書
- 『中国と琉球』開明書院、1977
- 『明代白蓮教史の研究』雄山閣出版、1986

### 共著・編
- 『明史刑法志索引』編 国書刊行会、1981
- 『中国史における乱の構図 筑波大学創立十周年記念東洋史論集』編 雄山閣出版、1986
- 『中国史における教と国家 筑波大学創立二十周年記念東洋史論集』編 雄山閣出版、1994
- 『道教事典』福井文雅、坂出祥伸、山田利明共編 平河出版社、1994
- 『選集道教と日本』全3巻 責任編集 雄山閣出版、1996-1997
- 『資料中国史 前近代編』編著 白帝社、1999
- 『資料中国史 近現代編』編著 白帝社、2000
- 『講座道教 道教と中国社会』奈良行博、松本浩一共編 雄山閣出版、2001
- 『訳注明史刑法志』編訳 風響社、2001
- 『道教の神々と祭り』田中文雄共編 大修館書店 あじあブックス、2004
- 『結社が描く中国近現代』編 結社の世界史  山川出版社、2005

### 記念論集
- 『中華世界の歴史的展開』野口鐵郎先生古稀記念論集刊行委員会編 汲古書院、2002

## 参考
- セブンネットショッピング